# Батько (серіал, 2022)
«Батько» (тур. Baba) — турецький телесеріал 2022 року у жанрі драми та створений компанією Ay Yapım. В головних ролях — Халук Більгінер, Толга Сариташ, Айда Аксель, Хакан Курташ, Озге Ягиз.
Перша серія вийшла в ефір 15 лютого 2022 року.
Серіал має 2 сезони. Завершився 30-м епізодом, який вийшов в ефір 27 грудня 2022 року.
Режисер серіалу — Чагри Байрак.
Сценарист серіалу — Гекхан Хорзум, Екін Аталар.

## Сюжет
У серіалі показані непрості взаємини між близькими людьми, що призвели до трагедії. У центрі подій опинилося сімейство Саруханлі. Главою сім'ї є Емін Саруханлі, і він народився в Анатолії. Колись давно він жив зі своїм рідним братом Мухаммедом Алі в одному будинку і виховувалися разом. У них була дуже велика та дружна сім'я. Незважаючи на те, що їм доводилося жити скромно і багато в чому відмовляти, вони були близькими один з одним.
Емін мав двох синів на ім'я Кадір і Сервет. Ніхто з героїв не був готовий до того, що до них у двері постукає велике лихо. Відбувається жахлива авіакатастрофа, внаслідок якої життя Еміна почало ділитися на до та після. Емін впав в дипресію. Пройшов деякий час і Емін вирішує переїхати до Стамбула, де планував почати життя з чистого аркуша. Опинившись на новому місці проживання, Емін зустрічає ще одного свого брата, який має дуже великий і процвітаючий холдинг.
На даний момент відносини між Еміном та його братом були надто натягнуті. Крім цього, між головним героєм і його сином Кадіром, так само відносини складалися не в кращу сторону. Коли стався черговий скандал, Кадір опинився в центрі неприємної історії кримінального характеру. Тільки наслідки для нього виявилися досить несподіваними, і в результаті Кадір опинився у в'язниці, де йому довелося провести кілька років. Через роки Кадір знову зустрінеться зі своїм батьком.

## Актори та ролі
| Актор                 | Роль                    |
| --------------------- | ----------------------- |
| Халук Більгінер       | Емін Саруханлі          |
| Толга Сариташ         | Кадір Саруханлі         |
| Айда Аксель           | Фазілет Саруханлі       |
| Хакан Курташ          | Ільхан Карачам          |
| Озге Ягиз             | Бюшра Саруханлі Карачам |
| Берил Позам           | Севіль Озтюрк           |
| Діляра Аксюек         | Еліф Пакташ             |
| Дениз Хамзаоглу       | Яшар Саруханлі          |
| Танер Румели          | Сервет Саруханлі        |
| Біхтер Оздемір Дінчел | Муневвер Шахін          |
| Маджит Копер          | Феріт Карачам           |
| Джем Услу             | Джейхун Кьомюрджю       |
| Зейнеп Тугче Байят    | Шахіка Саруханлі        |
| Озге Озачар           | Джансу Ерім             |
| Октай Чубук           | Кадірджан Саруханлі     |
| Седеф Акалин          | Біннур Саруханлі        |
| Дамласу Ікізоглу      | Кюбра Саруханлі         |
| Альпер Чанкая         | Ахмет Калкан            |
| Осман Акча            | Бурак Аслан             |
| Ренан Білек           | Фіруз                   |
| Зейнеп Дікер          | Зейнеп Саруханлі        |
| Толга Сала            | Курсат                  |
| Нихан Окутуджу        | Угур Бірмай             |
| Ягіз Сайлаг           | Юсуф Емін Саруханлі     |
| Кайра Сир             | Екрін Саруханлі         |
| Умай Анадолу Кабоглу  | Ремзіє                  |

## Сезони
| Сезон | Епізоди | Епізоди | Оригінальний показ | Оригінальний показ | Оригінальний показ |
| Сезон | Епізоди | Епізоди | Перший показ       | Останній показ     | Мережа             |
| ----- | ------- | ------- | ------------------ | ------------------ | ------------------ |
| 1     | 15      | 15      | 15 лютого 2022     | 31 травня 2022     | Show TV            |
| 2     | 15      | 15      | 20 вересня 2022    | 27 грудня 2022     | Show TV            |

## Рейтинги серій
| Сезон 1 (2022) | Сезон 1 (2022)  | Сезон 1 (2022) | Сезон 1 (2022) | Сезон 2 (2022) | Сезон 2 (2022)  | Сезон 2 (2022) | Сезон 2 (2022) |
| Серія          | Рейтинг (TOTAL) | Рейтинг (AB)   | Рейтинг (ABC1) | Серія          | Рейтинг (TOTAL) | Рейтинг (AB)   | Рейтинг (ABC1) |
| -------------- | --------------- | -------------- | -------------- | -------------- | --------------- | -------------- | -------------- |
| 1              | 5.43            | 5.44           | 6.18           | 16             | 2.70            | 3.48           | 3.58           |
| 2              | 5.25            | 5.73           | 6.27           | 17             | 3.51            | 3.01           | 3.62           |
| 3              | 4.40            | 5.18           | 5.62           | 18             | 3.59            | 3.07           | 3.97           |
| 4              | 4.15            | 5.01           | 5.63           | 19             | 3.51            | 3.55           | 4.38           |
| 5              | 4.02            | 5.37           | 5.26           | 20             | 3.63            | 3.00           | 4.02           |
| 6              | 4.61            | 5.12           | 5.56           | 21             | 3.47            | 3.07           | 3.91           |
| 7              | 4.07            | 5.42           | 5.42           | 22             | 3.37            | 3.64           | 4.08           |
| 8              | 3.87            | 5.52           | 5.24           | 23             | 2.79            | 1.97           | 3.23           |
| 9              | 4.02            | 5.27           | 5.52           | 24             | 3.16            | 2.24           | 3.58           |
| 10             | 3.95            | 5.14           | 5.58           | 25             | 3.22            | 2.96           | 3.14           |
| 11             | 3.61            | 4.31           | 4.66           | 26             | 3.35            | 2.70           | 3.75           |
| 12             | 3.91            | 4.59           | 4.67           | 27             | 3.88            | 3.71           | 4.69           |
| 13             | 4.10            | 4.66           | 5.05           | 28             | 3.42            | 2.77           | 3.77           |
| 14             | 3.87            | 4.15           | 4.70           | 29             | 3.04            | 2.10           | 3.26           |
| 15             | 3.75            | 4.48           | 4.75           | 30 (фінал)     | 3.27            | 2.72           | 3.45           |

## Нагороди
| Рік  | Премія                       | Категорія                         | Номінант    | Результат |
| ---- | ---------------------------- | --------------------------------- | ----------- | --------- |
| 2022 | 48. Премія «Золотий метелик» | Найкращий дитячий актор / акторка | Ягіз Сайлаг | Номінація |